# Парфюм (група)
„Парфю̀м“ (на английски: Perfume; на японски: パフューム, система на Хепбърн: Pafyūmu) е тричленна японска момичешка група, сформирана в Хирошима през 2000 година. Състои се от Аяно Омото (Nocchi, Ночи), Юка Кашино (Kashiyuka, Кашиюка) и Аяка Нишиуаки (A~chan, А-чан).
Групата се сформира в началото на 2000 г. в местната Академия за млади таланти Actors School Hiroshima и дебютира със сингъла Omajinai Perori, издаден на 21 март 2002 г. Година по-късно момичетата се преместват да живеят в Токио и започват да работят с продуцента на дуото Capsule Ястака Наката и издават първия си международен сингъл Sweet Donuts („Сладки донъти“) на 6 август 2003 г. През 2005 г. сключват договор с Tokuma Japan Communications и издават сингъла Linear Motor Girl („Момиче с линеен двигател“) на 21 септември същата година.

## Членове

### Настоящи
| Псевдоним           | Рождено име                               | Рождена дата         |
| ------------------- | ----------------------------------------- | -------------------- |
| Кашиюка (Kashiyuka) | Юка Кашино (樫野 有香 Kashino Yuka)       | 23 декември 1988 г.  |
| А-чан (A~chan)      | Аяка Нишиуаки (西脇 綾香 Nishiwaki Ayaka) | 15 февруари 1989 г.  |
| Ночи (Nocchi)       | Аяно Омото (大本 彩乃 Ōmoto Ayano)        | 20 септември 1988 г. |

### Бивши
Кауаюка – напуска групата още преди дебюта ѝ, за да продължи образованието си. По-късно се присъединява към групата Risky, а след това се опитва да направи соло кариера под името Юка (Yuka). Завършва икономика в Хирошимския университет през 2011 година. Понастоящем живее в Хирошима и работи към YNN47.
| Псевдоним          | Рождено име                             | Рождена дата      |
| ------------------ | --------------------------------------- | ----------------- |
| Кауаюка (Kawayuka) | Юка Кауашима (河島 佑香 Kawashima Yuka) | 5 ноември 1988 г. |

## Името на групата
Тъй като в имената на трите момичета А-чан, Кашиюка и Кауаюка се съдържа японският йероглиф (канджи) за „парфюм“ – 香 (ка/каори), и трите решават да именуват групата „Парфюм“. Първоначално името се изписва с хирагана с тринайсет черти – ぱふゅ~む или ぱふゅ→む. А-чан заявява, че са искали да последват успеха на четиричленната денс група SPEED, чието име, изписано с главни букви, също се изписва с толкова на брой черти.
Заради напускането на Кауаюка от групата и идването на Ночи на нейно място трите момичета придават нов смисъл на името на групата. При въпроса защо са го избрали, А~чан отговаря така: „Полъхът на парфюма може да успокои сетивата и да накара човек да се почувства щастлив. Ние се стремим да бъдем именно такива артисти.“
През пролетта на 2003 г. трите момичета се преместват на живеят в Токио и подписват договор към компанията „Амюз“, която изменя изписването на името на групата – от хирагана на английски език. Момичетата първоначално са искали да запазят името си на хирагана заради SPEED, но накрая се съгласяват. Ночи по-късно споменава относно това: „Асоциациите с правомощия са страшни.“

## История

### 2000 – 2003: Сформиране на групата, ранно развитие на кариерата и местно признание в Хирошима
През 2000 г. А-чан, Кашиюка и Кауаюка сформират доброволно групата в местната академия за таланти Actors School Hiroshima. Още преди момичетата да дебютират обаче, Кауаюка се оттегля от групата и напуска академията, а по-късно сформира друга група под името Pinkies. На нейно място идва Ночи, с която съставът отново е тричленен. Трите момичета учат във встъпителния клас за випуск 1999.
През март 2002 г. дебютират в Хирошима със сингъла Omajinai Perori, последван от издаването на Kareshi Boshūchū през месец ноември същата година. И двата сингъла са разпространени само в региона на Хирошима към Momiji Label. По същото време момичетата се запознават с Микико, която от този момент нататък ще отговаря за хореографията на триото.

### 2003 – 2005: ПериодътBee-Hiveв Токио
След като завършват академията в Хирошима през 2003 г., момичетата се местят да живеят в Токио. Там стават част от проекта Bee-Hive и подписват договор с компанията „Амюз“. В столицата се запознават и с Ястака Танака – член на дуото Capsule, който впоследствие става техен продуцент. През 2003 и 2004 г. са издадени синглите Sweet Donuts, Monochrome Effect и Vitamin Drop към Bee-Hive Records. През същия период са първите им три изпълнения на живо. Въпреки че нито един от трите сингъла им носи успех, компанията им дава възможността да дебютират.

### 2005 – 2006: Нова звукозаписна компания и албумътPerfume: Complete Best
На 21 септември 2005 г. триото прави своя национален дебют към компанията Tokuma Japan Communications. Издаден е сингълът Linear Motor Girl („Момиче с линеен двигател“), който се класира в класацията на „Орикон“ на 99-о място. През 2006 г. излизат още два сингъла: Computer City („Компютърен град“) и Electro World („Електросвят“). На 2 август същата година на музикалния пазар излиза първият, сборен албум на момичетата, включващ всичките песни, издадени, както и новата Perfect Star, Perfect Style. Той носи името Perfume: Complete Best и достига 33-то място в класацията на „Орикон“ (а по-късно, когато излиза първият им студиен албум, се изкачва до 25-о място).
На 20 декември 2006 г. е издадена песента Twinkle Snow, Powdery Snow, която по-късно е включена в сингъла Fan Service (Sweet) заедно с Chocolate Disco. На следващия ден групата изнася концерт на живо в Harajuku Astro Hall, който е заснет и впоследствие издаден под името Fan Service (Bitter).

### 2007 – 2008: първият студиен албумGame
Докато почти всички останали членове на Bee-Hive са отпратени от „Амюз“, на момичета от „Парфюм“ им е дадена възможността да издадат още един сингъл. През февруари 2007 г. излиза Fan Service (Sweet), който включва песента Chocolate Disco. На 1 юли групата участва с нова песен, Polyrhythm („Полиритъм“), в реклама на кампанията на NHK за рециклиране на отпадъците в Япония. Рекламата помага на триото да набере популярност из цялата страна и на 12 септември е издаден едноименният сингъл, който достига 4-то място в дневната класация на „Орикон“ за сингли и 7-о място в седмичната класация.
През 2008 г. излиза първият сингъл за годината, Baby Cruising Love/Macaroni, който достига 3-то място в седмичната класация на „Орикон“ за сингли, с 50 000 продадени екземпляра. На 16 април 2008 г. излиза първият студиен албум на групата, озаглавен Game („Игра“). Още с издаването си албумът се изкачва на 1-во място в класацията на „Орикон“, което прави „Парфюм“ първата технопоп група, която постига такъв резултат след албума Naughty Boys на групата Yellow Magic Orchestra през 1983 г. По същото време албумът Perfume: Complete Best и синглите Polyrhythm и Baby Cruising Love/Macaroni отново влизат в класациите. Game успява да продаде над 450 000 копия и е удостоен с двоен платинен диск.
След издаването на студийния албум групата изнася концерти в десет града в Япония и билетите за всеки един от концертите са разпродадени. На последния ден от турнето „Парфюм“ обявяват, че ще изнесат два концерта в „Нипон Будокан“ през ноември 2008 г., както и че ще издадат нов сингъл, Love the World.

### 2008 – 2009: албумътTriangle
Сингълът Love the World е издаден на 9 юли 2008 г. Това е първата технопоп песен, която се изкачва до първо място в класациите на „Орикон“. Последният сингъл за 2008 г. е Dream Fighter („Борец на мечти“), който достига 2-ро място в класациите. „Парфюм“ са избрани да участват на 59-ото издание на новогодишното предаване Kōhaku Uta Gassen.
На 25 март 2009 г. излиза 14-ият сингъл на групата, One Room Disco, който достига 1-во място в класациите. Няколко месеца по-късно през юли излиза вторият студиен албум Triangle („Триъгълник“). и от него са продадени над 300 000 екземпляра. След излизането на албума си „Парфюм“ потеглят на национално турне, за да го промотират.

### 2010 – 2011
През 2010 г. е издаден сингълът Fushizen na Girl/Natural ni Koishite. На 11 август същата година триото отпразнува 10 години от сформирането си с издаването на 16-ия си сингъл, Voice, чиято едноименна песен е използвана в реклама на „Нисан“. Същата година „Парфюм“ изнасят първия си концерт в „Токио Доум“ пред публика от 50 000 души.
През 2011 г. хитовата Polyrhythm е включена във филма „Колите 2“ на „Пиксар“, както и в саундтрака към него. Групата е поканена да участва на световната премиера на филма в Лос Анджелис на 18 юни същата година. На 5 септември триото съобщава, че на 30 ноември ще издаде третия си студиен албум, JPN. Преди излизането му издават сингъла Spice на 2 ноември.

### 2012: смяна на звукозаписната компания
На 28 февруари 2012 г. е съобщено, че „Парфюм“ сменя звукозаписната си компания на „Юнивърсъл Мюзик Джапан“. Първият сингъл, издаден към „Юнивърсъл Мюзик“, е Spring of Life.

### 2013: международен пробив и албумътLevel3
На 27 февруари 2013 г. триото издава 17-ия си сингъл, носещ заглавието Mirai no Museum („Музей на бъдещето“). Едноименната песен е използвана като заглавна мелодия на филма Nobita no Himitsu Dōgu Museum на „Дораемон“. Сингълът достига второ място в класациите на „Орикон“ и с това той става 12-ият пореден сингъл на групата, успял да се класира в челните три места в класациите. На 22 май е издаден вторият сингъл за 2013 г., Magic of Love („Магията на любовта“).
На 19 юни групата съобщава името на предстоящия, четвърти студиен албум, Level3, който излиза на 2 октомври същата година. Това е първият им албум, издаден към „Юнивърсъл Мюзик“.
През юли месец групата потегля на второто си световно турне, на което изнасят концерти в Кьолн, Лондон и Париж.
На 22 февруари 2014 г. групата е поканена за участие на 9-ото издание на музикалните награди KKBOX в Тайван.
На 27 май е обявено излизането на новия сингъл Cling Cling, който излиза на 16 юли. На 24 юни триото съобщава за предстоящото си световно турне, озаглавено Perfume World Tour 3rd, което ще от 31 октомври до 15 ноември с концерти в Тайван, Сингапур, Англия, както и първите концерти в САЩ.

### 2015 – 2016
„Парфюм“ се завръщат в САЩ през март 2015 г. и участват в SXSW. Участието им включва представянето на нова песен, озаглавена Story („История“). Изпълнението им получава добри отзиви за използваната технология и футуристичните визии. На 29 април е издаден сингълът Relax in the City/Pick Me Up. Групата OK Go участва в клипа на Pick Me Up.
Между 21 и 30 септември същата година, за да отпразнува 15-годишнината от сформирането си, групата изнася серия от концерти, носещи името 3:5:6:9. На 15 октомври е издаден сингълът Star Train („Звезден влак“). Едноименната песен е включена в документалния филм за групата, We Are Perfume – World Tour 3rd Document, който проследява третото международно турне на групата и участието ѝ на SXSW. На 26 ноември новата песен на триото, Next Stage with You („На следващата сцена с вас“), е използвана в едноименната рекламна кампания на „Мерцедес-Бенц“ в Япония.
На 14 февруари 2016 г. триото съобщава името на предстоящия си пети студиен албум, Cosmic Explorer („Космически изследовател“), който излиза на 6 април същата година. Три дни по-късно, на 17 февруари, компанията Tokuma Japan Communications издава албумите Perfume: Complete Best, Game, Triangle, JPN и Love the World в обща колекция от дългосвирещи плочи, озаглавена Perfume Complete LP Box. На 16 март излиза дигиталният сингъл Flash. Едноименната песен е използвана като саундтрак на първите две части на филмовата адаптация на мангата „Чихаяфуру“, излезли на съответно 19 март и 29 април същата година. Flash е включена също и в албума Cosmic Explorer, но като ремикс.
На 20 юли групата OK Go издава сингъла си I Don't Understand You („Не те разбирам“), записан заедно с момичетата от групата. Седмица по-късно, на 27 юли, групата „Пентатоникс“ преиздава албума си Pentatonix от 2015 г. под името Pentatonix (Japan Super Edition), в който като първа песен е включена компилация на няколко песни на „Парфюм“, озаглавена Perfume Medley. На 19 август в официалния канал на „Пентатоникс“ в YouTube е качен и официалният видеоклип към нея.
На 19 декември 2016 г. списанието „Ролинг Стоун“ включва албума Cosmic Explorer на 16-о място в класацията си „20-те най-добри поп албума за 2016 г.“.

### 2017 – настояще
По време на поточно излъчване на живо в YouTube на 14 февруари 2017 г. триото изпълнява новата си песен Tokyo Girl на фона на Токийската кула. След изпълнението си момичетата съобщават за бъдещите си планове за годината. На следващия ден е издаден сингълът Tokyo Girl („Токийско момиче“), чиято заглавна песен е използвана като саундтрак към телевизионния сериал Tokyo Tarareba Girls (филмова адаптация по едноименната манга), в който А-чан озвучава един от героите.
На 21 март триото пуска на пазара първия си парфюм Perfume of Perfume, достъпен единствено през пролетта на същата година в официалния сайт на групата и в магазините на японската верига „Исетан“. На 31 март и 1 април трите момичета участват в сериала на TV Tokyo Pensées.
На 30 август е издаден вторият и последен за 2017 г. сингъл на групата, озаглавен If You Wanna („Ако искаш“), който освен едноименната песен включва и Everyday („Всеки ден“), която е използвана в реклама на „Панасоник“ за кампанията Awa Dance. И към двете песни от сингъла са заснети видеоклипове.
В началото на ноември „Парфюм“ участва в експеримент на японската телекомуникационна компания docomo, наречен Future Experiment Vol. 01: Kyori wo Nakuse. За неговото осъществяване трите момичета се намират в три различни точки на света: Токио, Лондон и Ню Йорк. И трите едновременно представят на живо новата си песен Fusion, на която танцуват в реално време.
На 1 декември е съобщено, че групата ще издаде първата си модна линия, озаглавена Perfume Closet.
На 14 март 2018 г. е издаден сингълът Mugen Mirai („Безкрайно бъдеще“). Той включва едноименната песен, използвана като саундтрак към третата част на филма „Чихаяфуру“, която излиза по кината три дни по-късно на 17 март, както и Fusion. На 24 май същата година е съобщено, че шестият студиен албум на триото, Future Pop („Попът на бъдещето“), ще излезе на 15 август и че предстои ново турне през първата половина на следващата година в Тайпе и седем града в САЩ.
На 3 януари 2019 г. е съобщено, че триото ще участва на американския музикален фестивал „Кочела“ на 14 и 21 април същата година, с което „Парфюм“ става първата японска група, участвала на фестивала.

## Дискография

### Студийни албуми
- 2008 – Game
- 2009 – Triangle
- 2011 – JPN
- 2013 – Level3
- 2016 – Cosmic Explorer
- 2018 – Future Pop

### Сборни албуми
- 2006 – Perfume: Complete Best
- 2008 – Fan Service: Prima Box
- 2012 – Love the World